# Petrus Overney

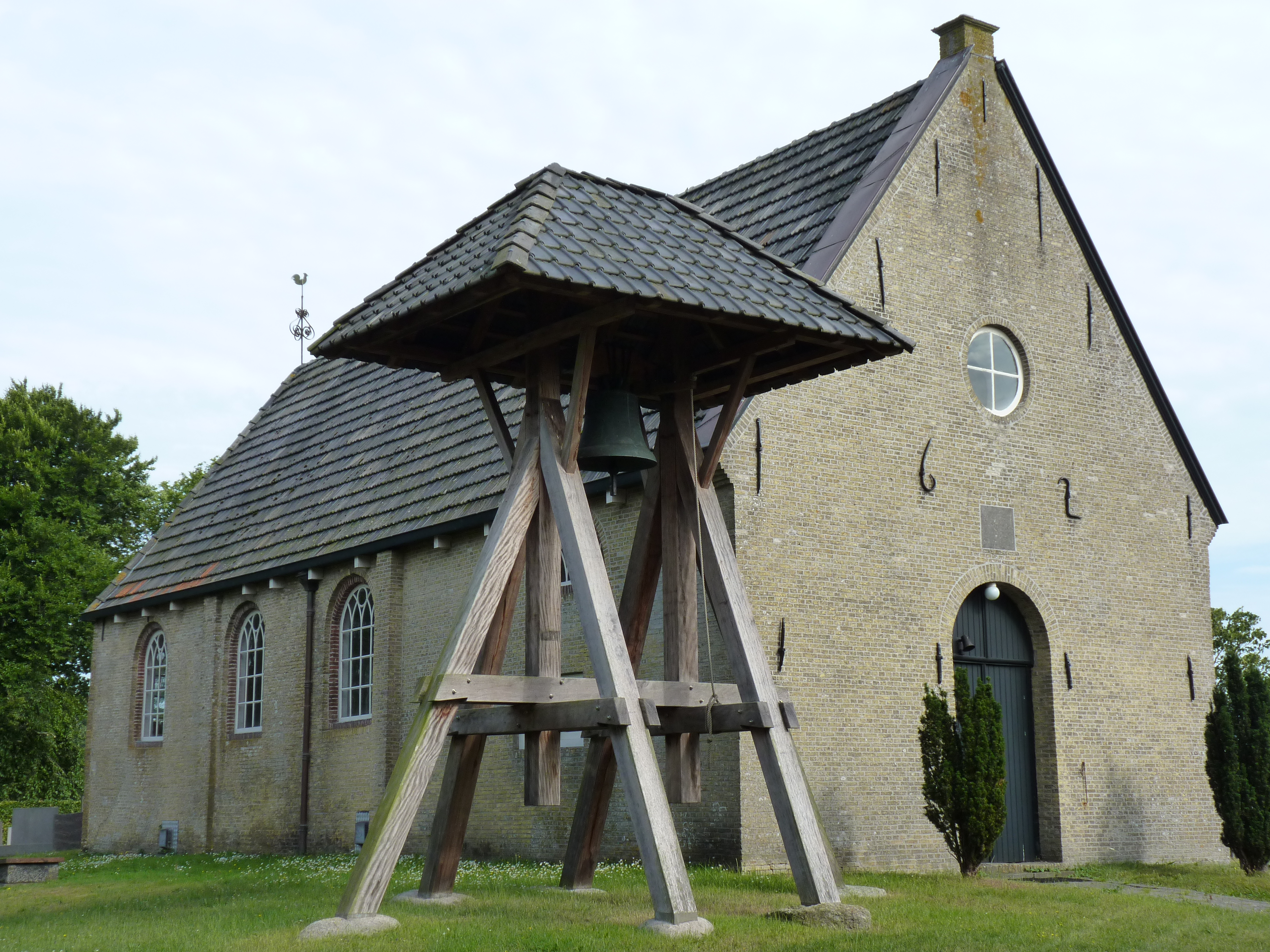
Klok van Petrus Overney in de klokkenstoel van Hoorsterzwaag

Petrus Overney (Suawoude, gedoopt 17 januari 1636 - Leeuwarden, 1711) was een Nederlandse bronsgieter en klokkengieter.
Petrus werd geboren te Suawoude als zoon van Isacus (Izaak) Overney en Aaltje Pieters de Falck. Zijn vader was van 1632 tot 1639 predikant te Suawoude. Hierna verhuist de familie naar Oppenhuizen.
Net zoals zijn vader studeerde Petrus aan de Universiteit van Franeker, waar hij 1662 promoveert.
Petrus Overney was in de periode 1670-1711 te Leeuwarden werkzaam als klokken-, kanonnen- en vijzelgieter. Hij was de opvolger van klokkengieter Jurjen Balthasar. In 1671 trouwt hij met diens weduwe Elske Folraets na eerder getrouwd te zijn geweest met Cathalijntje Feyckens in 1663. De klokken leverde hij voornamelijk in de provincie Friesland.

## Klokken (selectie)
| Jaar | Plaats         | Bouwwerk                    | Beschrijving |
| ---- | -------------- | --------------------------- | --- |
| 1670 | Hijum          | Nicolaaskerk                | Diameter 85 cm |
| 1670 | Tjalleberd     | Aengwirder Tsjerke          | Diameter 85,3 cm |
| 1671 | Hitzum         | Hervormde kerk              | Diameter 95 cm. In 1943 door de Duitse bezetter gevorderd. |
| 1671 | Oudkerk        | Sint-Pauluskerk             | Diameter 122,5 cm |
| 1671 | Jelsum         | Sint Genovevakerk           | Diameter 95 cm |
| 1673 | Hieslum        | Kerk van Hieslum            | Diameter 76 cm, in 1943 door de Duitse bezetter gevorderd. |
| 1674 | Leek           | Kerk op de Dam              | Diameter 60 cm. Gewicht 133 kg. Tekst: George Wilhelm Freiher v. Kniphausen, Her v. Nienoort u. des Landes Vredewolt. Anna van Ewssum, Freifrau v. Kniphausen, Fr.v. Nienoort u. des Landes Vredewolt. P.Overneij me facit Leovardiae 1674 |
| 1677 | Kubaard        | Hervormde kerk              | Diameter 83,6 cm |
| 1680 | Leeuwarden     | Grote of Jacobijnerkerk     | Opschrift: Petrus Overney heeft my gegooten in Leeuwarden 1680. Johannes Mammynga en Albert van der ley.de.e.hee-Bouwmeisters en kerckvoochden der stadt Leeuwarden. In 1943 door de Duitse bezetter gevorderd.                            |
| 1680 | Bolsward       | Stadhuis van Bolsward       | |
| 1681 | Niebert        | Kerk van Niebert            | De klok werd in 1943 door de Duitse bezetter gevorderd |
| 1681 | Sloten         | Hervormde kerk              | |
| 1682 | Harich         | Kerk van Harich             | Diameter 81 cm |
| 1683 | Harich         | Kerk van Harich             | Diameter 96 cm |
| 1683 | Langweer       | Hervormde kerk              | Diameter 91 cm |
| 1684 | Harlingen      | Raadhuistoren               | Diameter 62 cm. Gewicht 165 kg. Figuurrelief: wapen van Harlingen |
| 1685 | Hindeloopen    | Grote Kerk                  | Alleen de grote klok is nog aanwezig. Diameter 120 cm |
| 1686 | Nes            | Sint-Johanneskerk           | Diameter 109 cm |
| 1688 | Hoornsterzwaag | Klokkenstoel Hoornsterzwaag | Diameter 70,9 cm. Gewicht 205 kg. Tekst: Petrus Overney me fecit leovardiae 1688. |
| 1689 | Leeuwarden     | Stadhuis van Leeuwarden     | |
| 1694 | Terwispel      | Kerk van Terwispel          | Diameter 97 cm |
| 1694 | Warga          | Sint-Martinuskerk           | |
| 1696 | Idsegahuizum   | Kerk van Idsegahuizum       | Diameter 81 cm |
| 1698 | Ulrum          | Kerk van Ulrum              | Diameter 72 cm |
| 1700 | IJlst          | Mauritiuskerk               | |
| 1700 | Poppingawier   | Hervormde kerk              | |
| 1709 | Oosterbierum   | Sint-Joriskerk              | Diameter 135 cm |
| 1711 | Metslawier     | Hervormde kerk              | Diameter 100 cm |